# Ulrike Leubner
Ulrike Leubner (* 1955 in Olbersdorf) ist eine deutsche Schriftstellerin, Erzieherin und Fachberaterin.

## Leben
Ulrike Leubner wurde 1955 in Olbersdorf, am Rande des Zittauer Gebirges geboren. Sie lebt heute in Chemnitz und ist im Ruhestand. Sie war über 40 Jahre Erzieherin, Leiterin von Kindertageseinrichtungen und später Fachberaterin für Kindertagesstätten im Auftrag des DRK-Landesverband Sachsen. Als freie Dozentin gestaltete sie zudem deutschlandweit Seminare im pädagogischen Bereich.
Als Leiterin einer Kindertageseinrichtung entwickelte sie bereits in den 1990er Jahren offene Erziehungs-Konzepte für Kindertagesstätten. Darin konnten Kinder ihre festen Gruppen über den Tag verlassen und sich einem pädagogischen Angebot der Erziehenden anschließen, welches sie für den Tag bevorzugten. Grundlage dieser Überlegung war die offene Kita-Konzeption, angeregt durch die Reggio-Pädagogik. Ein Kernelement dieser Erziehungsmethode ist, dass Kinder selbst entscheiden, womit sie sich gerade beschäftigen wollen. Sie werden nicht von den Erziehern zu einer Aufgabe gedrängt. Ulrike Leubner unterstützt reformpädagogische Konzepte, die das Kind als Individuum sehen. Sie empfiehlt, dass Eltern mit ihren Kindern Regeln erarbeiten, in denen sich die Kinder selbst die Konsequenz für das Brechen dieser Regel überlegen. Diesen Erziehungs-Ansatz beschrieb sie in ihrem ersten Fachbuch Mit Kindern Regeln regeln.
Ulrike Leubner arbeitete im wissenschaftlichen Bereich mit dem Deutschen Jugendinstitut zusammen und leistete Fachbeiträge für Fachliteratur.
Ihre Karriere als Schriftstellerin startete Ulrike im Jahr 2005 mit dem Buch Zwergenland ist zwar nicht groß... Das Buch beschreibt mit Kurzgeschichten eine Zwergen-Phantasiewelt, die Alltagsdinge von Kindern witzig erleben und aus deren Augen betrachten. Dieses „Büchlein für Zwerge“, so wie es die Sächsische Zeitung bezeichnete, ist ein Lese- und Vorlesebuch für Kinder, welches keine Bilder enthält. Nur der Einband zeigt eine bunte Landkarte des Zwergenlands. Mit allen Orten des Geschehens. Verbunden mit diesem Ansatzes wurden Kinder und Erwachsene dazu animiert, ihre "Bilder im Kopf" aufzumalen und an den Verlag zu senden. Dafür konnte sie sogar prominente Künstler und Politiker gewinnen. Das Konzept spaltete die Leserschaft. Einige Eltern äußerten Kritik an der fehlenden Illustration des Buches und empfanden die Vermittlung über den reinen Lesestoff für kleine Kinder als zu anstrengend. Andererseits entstand eine regionale Fangemeinde in Ostsachsen, die in den Jahren 2005 bis 2010 teilweise regelmäßig zu den Lesungen pilgerten. Die zahlreichen Zusendungen von Bildern des Zwergenlands wurden als Illustrationen im Zweiten und Dritten Teil verarbeitet.
Ulrike Leubner ist mit ihrer Heimat, der Oberlausitz und dem Zittauer Gebirge, stark verbunden. Deshalb haben ihre Werke für Kinder oft einen Bezug zu den Oberlausitzer Bräuchen, Mundart oder Orten in dieser Gegend. Ihr war es wichtig, dass die Tradition, die Sprache und die Bräuche der Oberlausitz in der Welt der Kinder erhalten bleibt. Besonders deutlich wird das in ihrem Werk Das SAGEN die Zwerge, die früher einmal in DER OBERLAUSITZ wohnten … oder der Oberlauserbande. Das bisher letzte Kinderbuch handelt von einer Kinderbande, die im Zittauer Gebirge, die Touristen mit lustigen Streichen veralbern.

## Werke
- Planen mit Kindern. Claus-Verlag, 2. Auflage. Chemnitz 2018, ISBN 978-3-9818883-1-7
- Mit Kindern Regeln regeln. 2. Auflage. Claus-Verlag 2017, ISBN 978-3-9818883-0-0
- Vorsicht Spielzeuglawine!. Claus-Verlag 2019, ISBN 978-3-9818883-3-1
- Zwergenland ist zwar nicht groß. Claus-Verlag 2005, ISBN 3-935842-15-5
- Zwergenland ist zwar nicht groß – Teil 2. Claus-Verlag 2006, ISBN 3-935842-14-7
- Zwergenland ist zwar nicht groß – Teil 3. Claus-Verlag 2008, ISBN 3-935842-20-1
- ClauS, der Drache. Claus-Verlag 2005, ISBN 3-935842-18-X
- Benno Bummel. Claus-Verlag 2010, ISBN 3-935842-31-7
- Karolin Schreihals. Claus-Verlag 2010, ISBN 3-935842-30-9
- Helens Traumdach. Claus-Verlag 2006, ISBN 3-935842-17-1
- Lausi lesemaus. Claus-Verlag 2011, ISBN 3-935842-32-5
- OMO. Claus-Verlag 2008, ISBN 3-935842-19-8
- Die Oberlauserbande. Oberlausitzer Verlag 2017, ISBN 978-3-941908-91-8
- Das Sagen die Zwerge die früher einmal in der Oberlausitz wohnten. Claus-Verlag 2009, ISBN 978-3-935842-21-1